# Видавництво Української академії друкарства
Видавництво Української академії друкарства створено на базі редакційно-видавничого відділу Української академії друкарства, Львів. 
Організує та здійснює редакційно-видавничу діяльність академії, видає навчальну та науково-методичну літературу, що відповідає вимогам державних стандартів освіти, а також випускає наукову, довідкову та інші види літератури з метою забезпечення навчального процесу та виконання науково-дослідних робіт.
Видавництво виконує окремі елементи редакційно-видавничого процесу: редагує, розмножує, організовує рецензування рукописів. Окрім того, видавництво організовує книгозбут, бере участь у книжкових ярмарках, виставках, розсилає обов'язкові примірники.
Багато уваги видавництво присвячує виданню літератури, присвяченої проблемам видавничої справи, поліграфії та книгорозповсюдження.
Силами видавництва готуються до друку два фахові видання академії: «Поліграфія і видавнича справа» і «Наукові записки (Українська академія друкарства)»

## Видавничі проекти, здійснені видавництвом
- Видавнича справа та поліграфічна діяльність в Україні
- Технологія набору та верстки
- Друкарське устаткування
- Технологія плоского офсетного друку
- Володимир Івасюк: сила серця і таланту

## Про видавництво
- Дурняк Б. В. Організація видавничої діяльності у вищому навчальному закладі. З досвіду роботи Української академії друкарства [Текст] / Б. В. Дурняк, О. В. Мельников. — Львів : Укр. акад. друкарства, 2010. — 160 с. — ISBN 978-966-322-205-9.